# 2014 RK86
2014 RK86 est un  transneptunien considéré comme centaure, de magnitude absolue 8,22 son diamètre est estimé à 125 km.